# نيمانيا ستجيبانوفيك
نيمانيا ستجيبانوفيك (بالبوسنوية: Nemanja Stjepanović)‏ هو لاعب كرة قدم بوسني وكرواتي في مركز الوسط، ولد في 7 فبراير 1984 في Ljubovija ‏ في صربيا. شارك مع منتخب البوسنة والهرسك تحت 21 سنة لكرة القدم. أما مع النوادي، فقد لعب مع زرينيسكي موستار ونادي رودار فيلينيه ونادي سلوبودا توزلا.

## وصلات خارجية
- نيمانيا ستجيبانوفيك على موقع قاعدة بيانات كرة القدم.إي يو (الإنجليزية)
- نيمانيا ستجيبانوفيك على موقع Soccerway.com (الإنجليزية)
- نيمانيا ستجيبانوفيك على موقع عالم كرة القدم.نت (الإنجليزية)